# Biche de Cérynie
La biche de Cérynie (en grec ancien Κερυνῖτις ἔλαφος / Kerunîtis élaphos) est une créature fantastique de la mythologie grecque. Capturer la biche de Cérynie fut le troisième (ou, selon les auteurs, le quatrième) des travaux d'Héraclès.

## Mythe

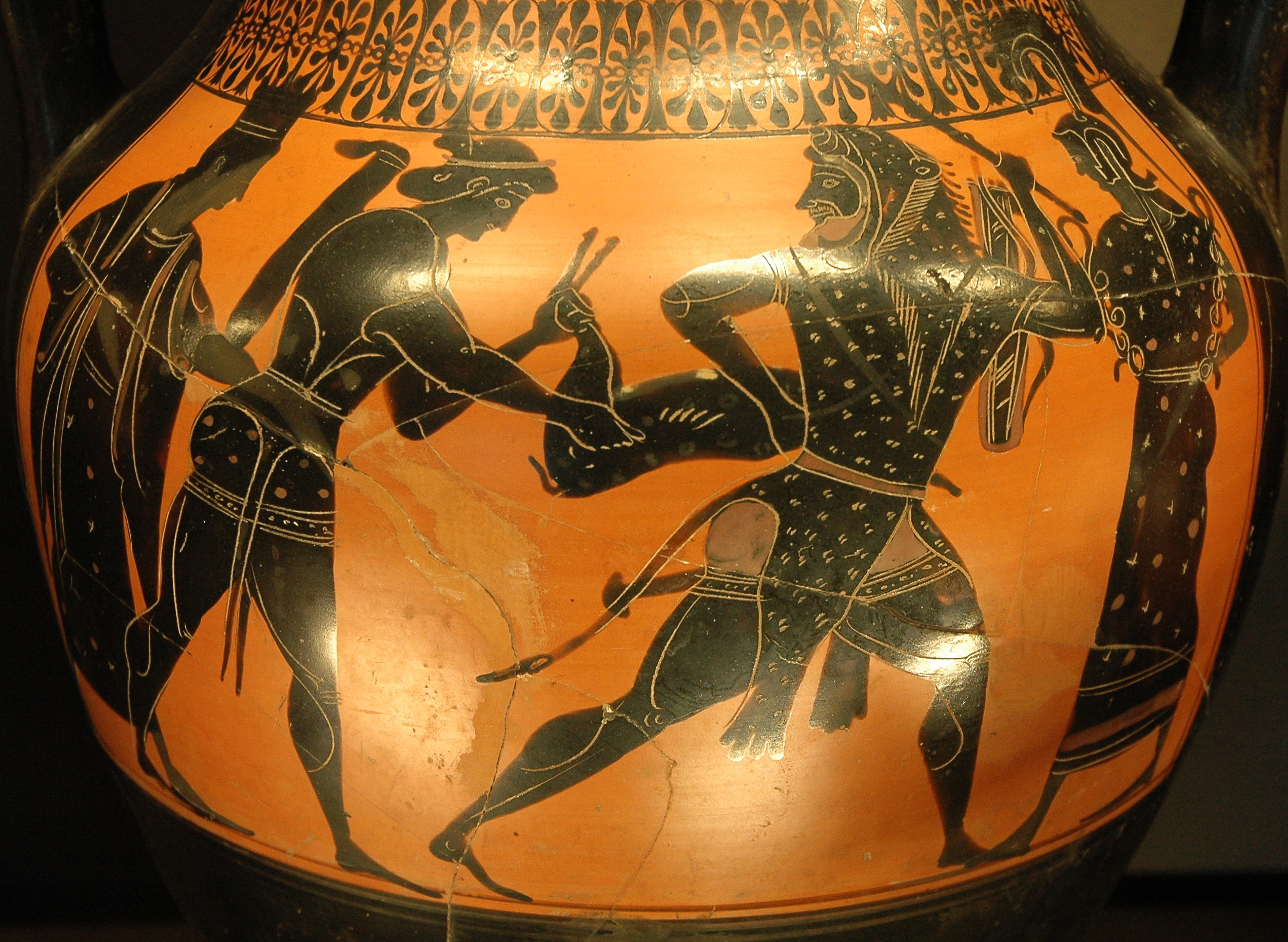
Héraclès et la capture de la biche de Cérynie, amphore attique à figures noires, v. 530–520 av. J.-C., musée du Louvre

Aux dires de Callimaque de Cyrène, cinq biches rapides, de la stature d'un taureau, paissaient sur les bords du fleuve thessalien Anauros, au pied du mont Parrhasion. Bien que femelles et donc par nature dépourvues de bois, ces animaux avaient des cornes dorées et des sabots d'airain.
Artémis les pourchassa, et en captura quatre qu'elle attela à son quadrige. La cinquième s'échappa en traversant le Céladon jusqu'à la colline de Cérynie. Le cervidé étant de ce fait consacré à Artémis, il était défendu de la toucher et a fortiori de la tuer.
Suivant le désir d'Eurysthée, Héraclès poursuivit l'animal toute une année, sans l'atteindre à travers la Grèce, la Thrace et l'Istrie. La biche finit cependant par s'épuiser, et se réfugia sur le mont Artémision. Elle voulut traverser le Ladon, quand Héraclès lui décocha une flèche entre l'os et le tendon de la patte, l'immobilisant sans qu'une goutte de sang ne fut versée. Il chargea l'animal sur ses épaules et traversa l'Arcadie pour se rendre chez Eurysthée. En chemin, il rencontra Artémis et Apollon, qui l'accusèrent de sacrilège pour avoir maltraité la bête. Le chasseur s'en récusa et fit ressortir l'obligation dans laquelle il se trouvait, rejetant la responsabilité sur Eurysthée. La colère d'Artémis s'apaisa et elle l'autorisa à se rendre à Mycènes à condition de relâcher ensuite sa protégée sans lui faire de mal.
D'après Pindare, la biche n'est autre que la Pléiade Taygète, qu'Artémis  métamorphosa pour la soustraire aux avances de Zeus. L'auteur raconte que Héraclès poursuivit l'animal à travers l'Istrie, dans le pays des Hyperboréens et jusque chez les Bienheureux. La poursuite l'entraîna donc au-delà de l'Arcadie et au terme de cette chasse, il aurait trouvé l'olivier sauvage qui servira de couronne au vainqueur des Jeux olympiques.
La version contradictoire et isolée d'Euripide raconte que la biche, de taille gigantesque, vivait dans les bois d'Œnoé, en Argolide et ravageait les récoltes. Héraclès la tua et consacra les bois de l'animal dans le temple d'Artémis Œnoatis afin de se réconcilier avec la déesse.

## Postérité

### Littérature
- La Biche aux pieds d'airain (The Arcadian Deer) : nouvelle policière d'Agatha Christie.

### Jeux vidéo
Dans Assassin's Creed Odyssey (2018), une série de quêtes secondaires propose au joueur d'affronter plusieurs animaux légendaires, dont la biche de Cérynie, en Eubée.